# Bruno W. Pantel
Bruno Walter Pantel (Berlino, 17 marzo 1921 – Monaco di Baviera, 30 novembre 1995) è stato un attore, doppiatore e cabarettista tedesco.

## Biografia
Attore che si divise tra cinema, teatro e televisione, tra grande e piccolo schermo, apparve in circa 140 differenti produzioni, a partire dall'inizio degli anni cinquanta. Era, tra l'altro, un volto noto al pubblico per essere apparso in vari episodi della serie televisiva L'ispettore Derrick tra il 1977 e il 1993.
Come doppiatore, lavorò in 226 produzioni, prestando la voce ad attori quali Fred Aldrich, John Astin, Roberto Camardiel, Lucio Fulci, Oliver Hardy, Chiang Nan, Frank Oz, ecc. Fu inoltre la voce tedesca dell'orso Fozzie nel Muppet Show.

## Vita privata
Nel 1973, subisce l'amputazione di una gamba.
Negli anni novanta, in seguito ad un infarto, gli viene amputata anche l'altra gamba ed è costretto a passare gli ultimi anni della sua vita su una sedia a rotelle.

## Filmografia parziale

### Cinema
- Mikosch rückt ein (1952)
- Wenn am Sonntagabend die Dorfmusik spielt (1953)
- I banditi dell'autostrada (1955)
- Das Donkosakenlied, regia di Géza von Bolváry (1956)
- Der schräge Otto (1957)
- Freddy, die Gitarre und das Meer (1959)
- I pirati del cielo (1959)
- I trafficanti di Singapore (1959)
- Notte d'inferno (1960)
- Il mistero dei tre continenti (1960)
- Causa divorzio amore (1960)
- Il diabolico Dottor Mabuse (1960)
- Il muro della paura (1962)
- Sherlock Holmes - La valle del terrore (1962)
- Der Vogelhändler, regia di Géza von Cziffra (1962)
- Il giustiziere di Londra (1963)
- Professionisti per una rapina (1964)
- 6 pallottole per Ringo Kid (1964)
- Agente Jo Walker operazione Estremo Oriente (1966)
- Il fantasma di Londra (1967)
- La tredicesima vergine (1967)
- Le pornocoppie (Ehepaar sucht gleichgesinntes), regia di Franz Josef Gottlieb (1969)
- Love story a Bangkok (1970)
- Il tango del materasso (1973)
- Die Elixiere des Teufels (1976)
- Die Brut des Bösen (1979)

### Televisione
- Signale aus dem Äther - film TV (1953)
- Macky Pancake - miniserie TV (1961)
- Jeder stirbt für sich allein - film TV (1962)
- Anton, laß den Himmel runter! - film TV (1964)
- Landarzt Dr. Brock - serie TV, 1 episodio (1967)
- Les aventures de Tom Sawyer - miniserie TV (1968)
- Salto mortale - serie TV, 13 episodi (1969-1972)
- Der Kommissar - serie TV, 2 episodi (1972-1975) - ruoli vari
- Depressionen  - film TV (1975)
- Bitte keine Polizei - serie TV, 1 episodio (1975)
- Eurogang - serie TV, 1 episodio (1975)
- Freiwillige Feuerwehr - serie TV, 1 episodio (1976)
- Die Unternehmungen des Herrn Hans - serie TV, 2 episodi (1976)
- Zwickelbach & Co. - serie TV, 1 episodio (1976)
- L'ispettore Derrick - serie TV, ep. 04x04, regia di Alfred Vohrer (1977)
- Eichholz und Söhne - serie TV, 1 episodio (1977)
- Der Anwalt - serie TV, 1 episodio (1977)
- L'ispettore Derrick - serie TV, ep. 05x01, regia di Helmuth Ashley (1978)
- Ausgerissen! Was nun? - serie TV, 1 episodio (1978)
- Tatort - serie TV, 1 episodio (1978)
- L'ispettore Derrick - serie TV, ep. 05x09, regia di Alfred Vohrer (1978)
- Unternehmen Rentnerkommune - serie TV, 1 episodio (1978)
- L'ispettore Derrick - serie TV, ep. 05x11, regia di Alfred Vohrer (1978)
- Blauer Himmel den ich nur ahne - film TV (1979)
- Die Protokolle des Herrn M - serie TV, 1 episodio (1979)
- Die unsterblichen Methoden des Franz Josef Wanninger - serie TV, 1 episodio (1979)
- Parole Chicago - serie TV, 1 episodio (1979)
- L'ispettore Derrick - serie TV, ep. 06x08, regia di Helmuth Ashley (1979)
- Jauche und Levkojen - serie TV, 1 episodio (1979)
- L'ispettore Derrick - serie TV, ep. 07x03, regia di Alfred Weidenmann (1980)
- Ein Kapitel für sich - miniserie TV (1980)
- Silas - miniserie TV (1981)
- Il commissario Köster/Il commissario Kress (Der Alte) - serie TV, 4 episodi (1981-1991) - ruoli vari
- L'ispettore Derrick - serie TV, ep. 09x04, regia di Alfred Vohrer (1982)
- Der Andro-Jäger - serie TV, 1 episodio (1982)
- L'ispettore Derrick - serie TV, ep. 10x10, regia di Theodor Grädler (1983)
- Polizeiinspektion 1 - serie TV, 1 episodio (1985)
- SOKO 5113 - serie TV, 1 episodio (1986)
- La clinica della Foresta Nera - serie TV, 1 episodio (1988)
- Meister Eder und sein Pumuckl - serie TV, 1 episodio (1989)
- La signora col taxi - serie TV, 1 episodio (1989)
- Ein Schloß am Wörthersee - serie TV, 2 episodi (1990)
- Regina auf den Stufen - serie TV (1990)
- La casa del guardaboschi - serie TV, 1 episodio (1991)
- Stein und Bein - film TV (1991)
- Lilli Lottofee - serie TV (1992)
- Rosen für Afrika - film TV (1992)

## Doppiaggi

### Cartoni animati
- Heidi

## Onorificenze
- Croce al merito della Repubblica Federale Tedesca[1]